# Samsung Galaxy Z Flip
Samsung Galaxy Z Flip (на некоторых территориях продается как Samsung Galaxy Flip) — складной смартфон, разработанный Samsung Electronics как часть серии Samsung Galaxy Z. О его существовании впервые стало известно из рекламы во время 2020 Academy Awards. Представленный вместе с Galaxy S20 11 февраля 2020 года, он был выпущен 14 февраля 2020 года. В отличие от Galaxy Z Fold, устройство складывается горизонтально и использует гибридное стеклянное покрытие под названием "Infinity Flex Display". Он доступен в трех цветах для версии LTE (Mirror Purple, Mirror Black и Mirror Gold) и в двух цветах для версии 5G (бронзовый (Mystic Bronze) и серый (Mystic Gray)). Версия 5G также была выпущена ограниченной серией в цвете "Mystic White".

## Технические характеристики

### Дизайн
Конструкция Galaxy Z Flip состоит из алюминиевой рамы и "ультратонкого стекла" с пластиковым слоем, аналогичным Galaxy Fold, изготовленного Samsung с использованием материалов от Schott AG, которые "произведены с использованием интенсифицирующего процесса для повышения гибкости и прочности", и инжектированы "специальным материалом на нераскрытую глубину для достижения постоянной твердости"; для задних панелей используется обычное Gorilla Glass. Z Flip - первый складной смартфон, в котором используется стеклянный дисплей, тогда как в предыдущих складных телефонах, таких как Motorola Razr и Galaxy Fold, использовались пластиковые дисплеи. Использование стеклянного дисплея позволяет получить более прочный экран и уменьшить складки экрана в месте складывания. Шарнирный механизм усилен нейлоновыми волокнами, предназначенными для защиты от пыли; по оценкам Samsung, механизм складывания выдерживает до 200 000 использований. Устройство поставляется в трех цветах для версии LTE - Mirror Purple, Mirror Black и Mirror Gold. В версии 5G устройство также поставляется в двух цветах: Mystic Bronze и Mystic Gray. Однако доступность цветов может варьироваться в зависимости от страны или оператора. Z Flip также доступен в ограниченной серии Thom Browne с красной, белой и синей полосой на сером основании..

### Аппаратное обеспечение
Устройство использует конструкцию раскладушки, скрывающую 6,7-дюймовый 21:9 динамический AMOLED дисплей, поддерживающий HDR10+. В верхней части экрана имеется круглый вырез для фронтальной камеры. Снаружи имеется небольшой 1,1-дюймовый внешний дисплей, расположенный рядом с модулем камеры, который может отображать время, дату и состояние батареи, взаимодействовать с уведомлениями, отвечать на телефонные звонки и выступать в качестве видоискателя. Процессор Qualcomm Snapdragon 855+ SoC и Adreno 640 GPU, 8 ГБ оперативной памяти LPDDR4X и 256 ГБ нерасширяемого хранилища UFS 3.0. В нем используются два аккумулятора общей емкостью 3300 мАч, которые можно заряжать через USB-C при мощности до 15 Вт проводным или беспроводным способом через Qi. Кнопка питания находится в рамке и выполняет функции датчика отпечатков пальцев, а кнопка регулировки громкости расположена над ней. Двойная камера на задней панели оснащена основным датчиком 12 МП и ультраширокоугольным датчиком 12 МП. Фронтальная камера имеет 10 МП сенсор.

### Программное обеспечение
На Z Flip предустановлен Android 10 и оболочка Samsung One UI 2. Функциональность Split-screen, называемая "Flex mode", поддерживается в некоторых приложениях, таких как YouTube и Google Duo..

## Прием
При запуске Z Flip получил от смешанных до положительных отзывов. Его хвалили за флагманское аппаратное обеспечение, форм-фактор, программное обеспечение / пользовательский интерфейс, дисплей и камеру, но критиковали за цену, размер дисплея снаружи и общую хрупкость. Саша Сеган из PC Magazine поставил Z Flip оценку 3/5, заявив, что "Samsung Galaxy Z Flip - первый раскладной телефон, который действительно работает, но это все еще дорогой и потенциально хрупкий предмет моды, а не хит мейнстрима"..
Джессика Долкорт из CNET поставила Z Flip оценку 7,9/10, назвав его "целостным устройством, которое легко взять в руки и сразу же использовать". Долкорт назвал Flex Mode "самой уникальной, интересной и эффективной функцией на сегодняшний день", отметив при этом, что время автономной работы среднее, а большинство мультимедиа несовместимо с соотношением сторон устройства, что приводит к pillarbox. Крис Веласко из Engadget поставил ему 78 баллов, похвалив форм-фактор, производительность и камеры, но раскритиковав дисплей-крышку и общую хрупкость..
Дитер Бон из The Verge поставил Z Flip оценку 6/10, заключив, что "как и предыдущие складные телефоны, это скорее дорогой эксперимент, чем реальный продукт, который стоит покупать". Бон высоко оценил производительность и конструкцию шарнира, но критически оценил цену и камеры, отметив, что пластиковое покрытие экрана все еще подвержено царапинам. Сэмюэль Гиббс из The Guardian высоко оценил прочность телефона, сообщив, что "экран выглядит и работает сегодня так же великолепно, как и только что из коробки", несмотря на то, что его раскладывали несколько десятков раз каждый день в течение четырех месяцев..
iFixit поставил устройству оценку ремонтопригодности 2/10..

## Галерея
- Развернутый Galaxy Z Flip
- Galaxy Z Flip в сложенном состоянии
- Galaxy Z Flip при открытии
- Развернутые Galaxy Z Flip и Z Fold 2
- Galaxy Z Flip и Z Fold 2 в сложенном состоянии
- Galaxy Z Flip и Z Fold 2 в открытом состоянии

## Смотрите также
- Huawei Mate X
- Xiaomi Mi MIX Alpha
- Motorola Razr (2020)

## Внешние ссылки
- samsung.com/ru/galaxy-hall-of-fame/galaxy-z-flip/ — официальный сайт Samsung Galaxy Z Flip